# Monnaie de La Nouvelle-Orléans
 (juin 2020).
Si vous disposez d'ouvrages ou d'articles de référence ou si vous connaissez des sites web de qualité traitant du thème abordé ici, merci de compléter l'article en donnant les références utiles à sa vérifiabilité et en les liant à la section « Notes et références ».
La Monnaie de la Nouvelle-Orléans est un ancien hôtel des Monnaies des États-Unis qui a fonctionné de 1838 à 1861 et de 1879 à 1909. Pendant ses années d'activité, il a produit plus de 427 millions de pièces de monnaie d'or et d'argent, de presque tous les types de numismatique américaine. Il a été fermé pendant la majeure partie de la guerre de Sécession et la période qui suivit, connue sous le nom de « Reconstruction ».
Après sa fermeture définitive en 1909, le bâtiment de l’hôtel des Monnaies connut plusieurs reconversions. Il fut un bureau d'essai, puis servit d’entrepôt pour les garde-côtes américains, et finalement, un abri anti-atomique. En 1981 il devient un des bâtiments du musée d'État de Louisiane. Ayant souffert du passage de l’ouragan Katrina en 2005, il a été fermé pour rénovation et a rouvert en octobre 2007.
Le bâtiment de l'Hôtel des Monnaies de la Nouvelle-Orléans est un National Historic Landmark (bâtiment classé). Il est également le plus ancien Hôtel de la Monnaie des États-Unis encore existant. Avec l'ancien Hôtel de la Monnaie de Charlotte (Caroline du Nord), il est un des deux anciens Hôtels des Monnaies aux États-Unis à accueillir une galerie d'art.

## Histoire

### Avant la guerre civile de 1835-1861

#### Contexte
La ville de la Nouvelle-Orléans est un centre commercial majeur depuis sa fondation en 1718 par les Français sur le fleuve Mississippi, près du golfe de Mexique. Pour cette raison, le gouvernement des États-Unis a établi là un hôtel des Monnaies le 3 mars 1835. Il a été fondé en même temps que l'hôtel des Monnaies de Charlotte en Caroline du Nord et de Dahlonega en Géorgie. L'établissement des hôtels nouveaux des Monnaies était nécessaire pour plusieurs raisons. D'une part, en 1832, le président des États-Unis, Andrew Jackson, a mis son véto au renouvellement de l'accréditation de la Second Bank of the United States. Jackson estimait que cette banque aidait les affaires des grands industriels du nord-est des États-Unis aux dépens des intérêts des hommes simples du vieux Sud-Ouest des États-Unis, une région à laquelle Jackson, originaire du Tennessee, s'identifiait fortement. D'autre part, en 1836, Jackson a promulgué un ordre officiel connu comme « Specie Circular », qui ordonnait que toutes les transactions commerciales concernant des propriétés foncières devaient être accomplies en espèces. Ces décisions, combinées à la dépression foncière de 1837 (causée en partie par la politique fiscale de Jackson lui-même), a augmenté le besoin en espèces aux États-Unis,.
L’emplacement stratégique de la Nouvelle-Orléans sur le fleuve Mississippi faisait de la ville un centre important du commerce. Chaque année, son port voyait circuler beaucoup d'or en provenance du Mexique. Dans la première partie du XIXe siècle, la Nouvelle-Orléans, qui fut la cinquième plus grande ville des États-Unis jusqu'à la guerre civile américaine, a conduit plus de commerce avec l'étranger qu'aucune autre ville de la nation. La ville était également située relativement près des gisements d'or de l'Alabama qui venaient d'être découverts. Alors que l'United States Mint à Philadelphie produisait beaucoup de monnaie, pendant la première moitié du XIXe siècle, elle ne pouvait pas la distribuer suffisamment vite dans les régions reculées de la nouvelle nation, tout particulièrement le Sud et l'Ouest. En contraste avec les deux autres branches méridionales de la Monnaie qui ne produisaient que de la monnaie d'or, la Monnaie de la Nouvelle-Orléans produisait à la fois de la monnaie d'or et d'argent. Cette particularité a fait de l'hôtel des Monnaies de la Nouvelle-Orléans le plus important dans le pays jusqu'aux années 1850, en tant que la Monnaie à San Francisco commençait de frapper les monnaies.
La situation de l'hôtel de Monnaies dans l'histoire est de tout premier plan. Il est localisé sur la bordure nord-est du Vieux-Carré (aussi connu comme le « quartier français »). Pendant des années du dominion de la France et de l'Espagne, le quartier était le centre de la défense de la ville. En 1792, le gouverneur espagnol, François Louis Hector, baron de Carondelet, a érigé là le Fort San Carlos (plus tard Fort St. Charles). En 1821 le bastion a été démoli et le quartier baptisé « Jackson Square » en l'honneur d'Andrew Jackson. Le 8 janvier 1815, Jackson avait été le général qui avait sauvé la ville de la Nouvelle-Orléans de l'invasion des forces Britanniques, lors de la bataille de La Nouvelle-Orléans, la dernière bataille de la guerre de 1812.

#### Histoire architecturale

##### Dessin et construction

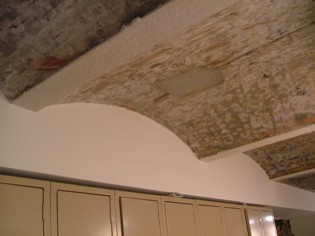
Les arcs entre les poutrelles d'acier donnent le soutien structural au plancher de l'Hôtel des Monnaies.

L'Hôtel des Monnaies a été construit en brique rouge, et dessiné par William Strickland dans le style Néo-Grec. C'était le style utilisé pour la plupart des bâtiments publics aux États-Unis au début du XIXe siècle. Strickland était un élève de l'architecte Benjamin Henry Latrobe, qui était un adepte du néo-classicisme. Latrobe a aidé à dessiner le bâtiment de l'United States Capitol à Washington. Strickland avait travaillé à Philadelphie, et avait déjà dessiné l'hôtel des Monnaies à Philadelphie et le Second Bank of the United States. Plus tard, il dessinera les Hôtels des Monnaies à Charlotte et à Dahlonega. De fait, il fut l'architecte des quatre premiers Hôtels des Monnaies des États-Unis. Martin Gordon surveilla la construction, aidé par le maître-charpentier Benjamin F. Fox, et le maître-maçon John Mitchell.

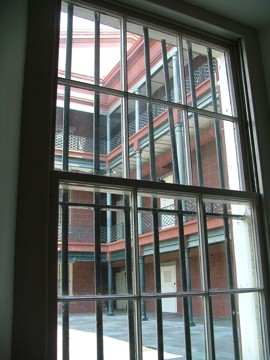
Vue d'une cour à l'arrière de la Monnaie de la Nouvelle-Orléans au travers d'une fenêtre.

La façade nord de l'hôtel des Monnaies utilise un portique ionique central soutenu par quatre colonnes monumentales. Ces colonnes sont flanquées aux extrémités par des piliers carrés. Le dessus du portique utilise un entablement simple, et il est couronné par un toit plat. À l'arrière de l'entablement on trouve un fronton simple, sans ornement. L'entrée, placée en dessus d'un sous-sol, s'ouvre sur le cœur rectangulaire du bâtiment, et est flanquée par deux ailes munies de multiples fenêtres rectangulaires. Ces ailes enveloppent le cœur et ils font une structure en « W » avec deux cours carrés à l'arrière. La façade sud près des cours possède des balcons faits de rails de fer et de fonte. L'historien de l'architecture Talbot Hamlin a décrit l'ensemble de la manière suivante : « …il a ces proportions gracieuses originales si caractéristiques du travail de Strickland. Même aujourd'hui [1944], condamné à une utilisation si différente de celle de l'origine, il reste un des édifices anciens les plus distingués de la Nouvelle-Orléans. » 
À l'intérieur, Strickland a placé le grand escalier à l'arrière du portique dans le cœur de la structure. Le système des planchers est composé d'arcs de terre cuite soutenus par des poutrelles d'acier. C'est un système habituel pour réaliser des entrepôts et d'autres structures de grande longueur. Le deuxième étage contient de grandes pièces destinées à la fabrication et à la fonte. Ces pièces ont des plafonds avec de magnifiques arcs placés haut et soutenus par des murs et des piliers. Les pièces rectangulaires plus petites au deuxième étage (et au sous-sol), comme le bureau du chef de l'Hôtel de Monnaies, ont aussi ces mêmes plafonds avec une seule voûte d'ogives. À l'origine, le sous-sol contenait les chaudières dans une cage de briques ; mais maintenant, il contient les expositions du musée sur la fabrication des monnaies. Il aussi contient le Coin Vault at the Mint, une boutique de monnaies.

##### Problèmes structuraux et réparations

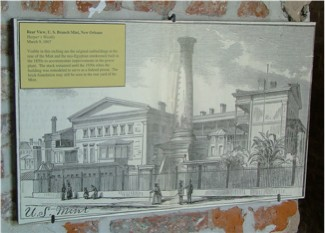
Une illustration de Harper's Weekly de 1867 montant la cheminée à l'arrière de la Monnaie. Les restes de la cheminée sont encore visibles aujourd'hui.

Strickland ne prit pas conscience du sol marécageux et du niveau très proche de la nappe phréatique qui caractérise la zone de la Nouvelle-Orléans. En conséquence, depuis sa construction, l'Hôtel des Monnaies à la Nouvelle-Orléans a rencontré plusieurs problèmes structuraux liés aux mouvements du sol en dessous de ses fondations. Dans les années 1840, le bâtiment fut renforcé par des tiges de fer insérées entre les étages. En 1854, le gouvernement fédéral a demandé à l'ingénieur de l'United States Military Academy à West Point, Pierre Gustave Toutant de Beauregard, qui était lui-même un naturel de la Louisiane, de faire des réparations. Beauregard a ignifugé le bâtiment, il a reconstruit les arcs soutenant le plafond du sous-sol et il a installé des sols de maçonnerie. Beauregard a terminé le travail avec l'aide du capitaine Johnson K. Duncan en 1859. Pendant cette période, les machines de l'Hôtel furent converties pour utiliser l'énergie de la vapeur. Pour cette raison, une cheminée (maintenant démolie) fut construite à l'arrière du bâtiment pour évacuer la fumée.
Moins de deux années après, Beauregard a acquis une renommée nationale en étant le général confédéré qui a ordonné l'assaut de Fort Sumter à Charleston en avril 1861 – la première bataille de la guerre civile américaine. Pendant la guerre, Beauregard a bâti sa réputation dans l'histoire américaine comme un des généraux les plus capables des États du Sud.

#### Premiers ateliers de monnaies
Comme les autres hôtels des monnaies, l'United States Mint à la Nouvelle-Orléans était une usine pour produire des monnaies. Les opérations à l'Hôtel ont commencé le 8 mars 1838 avec le dépôt des premières pièces de billon du Mexique. Les premières monnaies, 30 dimes, furent produites le 7 mai 1838. Dans sa première période de fonctionnement, l'hôtel a produit plusieurs types différents de monnaies. Ces monnaies ont inclus des pièces d'argent de trois cents, des half-dimes, des dimes, des quarters, des half-dollars, des dollars d'argent, des dollars d'or, des $2.50 quarter-eagles, des pièces d'or de trois dollars, des $5 half-eagles, des $10 eagles, et des $20 double-eagles.
Beaucoup de personnages intéressants ont travaillé à l'hôtel des Monnaies pendant ses premiers jours de fonctionnement. John Leonard Riddell était l'un d'eux. Il a servi comme fondeur et raffineur à l'hôtel de 1839 à 1848. En plus de cela, il avait de l'intérêt pour les sciences botaniques, la médecine, la chimie, la géologie, et la physique. Il a inventé le microscope binoculaire. Il a écrit aussi sur la numismatique. En 1845, il a publié un livre intitulé Monograph of the Silver Dollar, Good and Bad, Illustrated With Facsimile Figures. Deux ans après, il a publié un article dans le périodique DeBow's Review intitulé « The Mint at New Orleans – Processes Pursued of Working the Precious Metals – Statistics of Coinage, etc. » Mais tout le monde ne tenait pas Riddell en haute estime. Il a été en conflit avec plusieurs autres employés de l'hôtel des Monnaies, et à un moment il a été accusé de ne pas être capable de conduire le processus de fonte de l'or.
Au cours du XIXe siècle l'hôtel des Monnaies à la Nouvelle-Orléans a été plusieurs fois l'objet d'articles dans des périodiques américains. Des articles qui discutent de l'Hôtel des Monnaies apparaissent dans le Ballou's Pictorial Drawing-Room Companion, publié à Boston, et dans le magazine américain Harper's Weekly.

### Guerre civile et remise en service, 1861-1879

#### Sécession et occupation par les rebelles
La Monnaie des États-Unis à la Nouvelle-Orléans a opéré sans interruption de 1838 jusqu'au 26 janvier 1861, date à laquelle la Louisiane a fait sécession des États-Unis. Le 29 janvier 1861, le Convention de Sécession s'est réunie à la Nouvelle-Orléans (elle l'avait fait plus tôt à Bâton-Rouge). La Convention a promulgué une ordonnance qui permettait aux employés du gouvernement des États-Unis de garder leur travail. Ils devenaient alors employés de l'État de la Louisiane. En mars 1861, l'État de la Louisiane accepta la constitution des États Confédérés d'Amérique, et le gouvernement confédéré a gardé tous les employés de l'Hôtel des Monnaies à la Nouvelle-Orléans. L'hôtel a alors été utilisé comme leur propre hôtel des Monnaies. Les Confédérés ont frappé beaucoup de 1861-O half-dollars eux-mêmes. En fait, il est impossible d'identifier quels « 1861-O half-dollars » furent frappés par les Confédérés et quels furent frappés sous le contrôle du gouvernement des États-Unis. Plus tard, les Confédérés choisirent leur propre gravure pour le revers (côté pile) du half-dollar. Ils l'ont utilisée pour frapper leurs propres half-dollars à l'Hôtel des Monnaies de la Nouvelle-Orléans. Le nombre de half-dollars frappés par les Confédérés est inconnu. Seulement quatre exemplaires des monnaies Confédérées existent encore. Un de ces exemplaires était possédé par Jefferson Davis, le seul président des États confédérés. Il a été vendu aux enchères pour un montant élevé. Les confédérés ont continué de frapper leur propre monnaie entre le 1er avril 1861 jusqu'à ce que le billon manque un peu plus tard ce mois-là. Les employés sont restés à leur poste jusqu'au 31 mai 1861. À partir de cette date, l'hôtel fut utilisé pour le logement des soldats confédérés jusqu'à la reconquête de la Nouvelle-Orléans par les forces navales des États-Unis sous la direction de l'amiral David Farragut.

#### Occupation par des forces fédérales
Bientôt, pour beaucoup de sympathisants sudistes, l'Hôtel des Monnaies de la Nouvelle-Orléans devint un symbole de leur haine envers l'occupation fédérale. En avril 1862, les soldats fédéraux sous le commandement de Farragut montèrent le drapeau des États-Unis sur le toit de l'Hôtel. William B. Mumford, un joueur professionnel qui travaillait sur les bateaux à vapeur, monta sur le toit et déchira le drapeau. Il le réduisit en lambeaux, et il bourra avec défi les pièces dans sa chemise pour les emporter comme souvenir. Le général fédéral Benjamin Franklin Butler, le gouverneur militaire de la ville (qui fut rapidement affublé par dérision du sobriquet « Spoons » - cuillères -, parce qu'il se disait qu'il avait subtilisé l'argenterie des citoyens de la Nouvelle-Orléans qui avaient été arrêtés pour trahison contre des États-Unis) ordonna l'exécution de Mumford en représailles. Et ainsi, Mumford fut pendu à un mât de drapeau, fixé horizontalement à l'Hôtel des Monnaies, le 7 juin 1862. L'exécution de Mumford fit les gros titres dans tout le pays. Jefferson Davis ordonna l'exécution de Butler s'il était capturé. L'événement se fixa tellement dans les esprits de beaucoup Orléanais que onze ans plus tard, en 1873, un visiteur de la ville, Edward King, le nota dans sa description de l'Hôtel des Monnaies.
En 1876 l'Hôtel était rouvert comme bureau d'essai. Pendant la guerre, sa machinerie avait été endommagée, évidemment. Mais parce que la Monnaie était très importante, en 1877 un officiel de l'United States Mint, James R. Snowden, demanda au superviseur du bureau d'essai, Docteur M. F. Bonzano, de faire un rapport sur l'état du bâtiment en vue de produire des monnaies. Le rapport était favorable, et bientôt après, de nouvelles machines étaient envoyées à la Nouvelle-Orléans. Le bâtiment fut réparé et il reprit la frappe des monnaies en 1879. Il produisit principalement des monnaies d'argent, tout spécialement les « Morgan dollars » de 1879 à 1904.

### Une deuxième chance, 1879-1909

#### Monnaies de la Nouvelle-Orléans

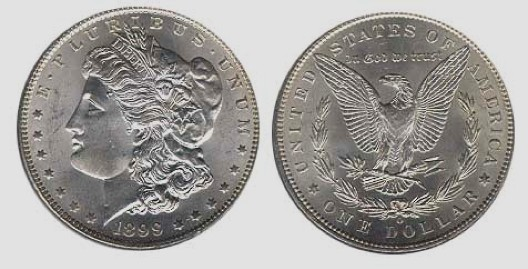
Un dollar d'argent 1899-O. Aujourd'hui, les « silver dollars » sont parmi les monnaies plus connues des États-Unis. Ce sont les monnaies produites par la Monnaie de la Nouvelle-Orléans qu'on rencontre le plus souvent.

La raison principale de la rénovation et de la réouverture de la Monnaie de la Nouvelle-Orléans fut le passage du Bland-Allison Act par le gouvernement des États-Unis en 1878. Cette loi a déclenché l'achat d'une grande quantité de billon d'argent et sa frappe sous la forme de monnaie chaque année. Le Département de la Trésorerie fédérale avait besoin de facilités additionnelles pour faire ça. Il a rouvert la Monnaie de la Nouvelle-Orléans principalement pour la frappe de grandes quantités de dollars d'argent. Mais la plupart de ces monnaies était conservé à la Monnaie, et pas mis en circulation. Le président des États-Unis, Rutherford Birchard Hayes, nomma l'ancien sénateur et gouverneur de l'État du Mississippi, Henry S. Foote, nouveau superviseur de la Monnaie.
Pendant cette deuxième période de fonctionnement, la Monnaie de la Nouvelle-Orléans frappa aussi des dimes, des quarters, des half-dollars, des $5 half-eagles, des $10 eagles, et, seulement en 1879, 2 325 pièces d'or de 20 $ (double-eagles). On doit également noter que la Monnaie de la Nouvelle-Orléans a aussi produit 5,5 millions de pièces de vingt centavos en argent pour le compte du gouvernement du Mexique en 1907. Les monnaies de la Monnaie à la Nouvelle-Orléans peuvent être identifiées par la lettre « O » sur le revers de ces monnaies. La Monnaie y a gagné une réputation de produire des monnaies médiocres ; le lustre de ces monnaies n'est pas très bon, et le centre de ces monnaies est souvent aplati et pas suffisamment franchement frappé. Ainsi, les monnaies bien frappées de la Nouvelle-Orléans sont devenues très précieuses aujourd'hui dans le monde numismatique.

#### Histoire sociale

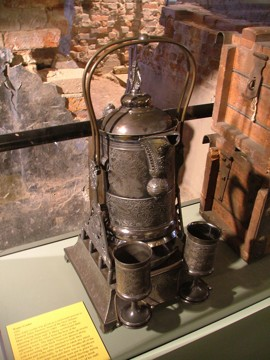
Un réfrigérateur pour l'eau offert au chef du département de la manufacture des monnaies de la Monnaie de la Nouvelle-Orléans par son personnel en 1891.

La majorité des employés à la Monnaie étaient des hommes. Ils ont travaillé comme frappeurs, fondeurs, presseurs, coupeurs, et rouleurs. La Monnaie était sous la responsabilité d'un superviseur, qui était toujours un homme. C'était un employé nommé par les politiques, et il conservait son travail aussi longtemps que le parti politique du Président des États-Unis tenait le pouvoir.
Mais des femmes ont aussi travaillé à la Monnaie pendant la période 1879-1909. Plusieurs femmes furent envoyées de Philadelphie pour enseigner aux femmes de la Nouvelle-Orléans comment ajuster les monnaies. Dans les dernières années du XIXe siècle, la Monnaie a employé quarante-quatre femmes. Trente-neuf femmes ont travaillé comme ajusteuses, les employés qui réglaient le poids les flans avant leur frappe. Ces femmes étaient assises à des tables très longues, et elles limaient les flans pour leur faire atteindre le poids spécifié. Elles portaient des tabliers spéciaux avec de petites poches pour récupérer la poussière excédentaire. Cinq femmes ont travaillé comme compteurs et empaqueteurs de monnaies avant leur expédition à Washington. Pendant les dernières années d'opération de la Monnaie, quelques femmes ont travaillé à la presse des monnaies.
Les femmes ne travaillaient pas pendant de longues heures, seulement de 8h30 à 15h30 chaque jour. Mais les conditions de travail étaient probablement terribles à l'aune de celles d'aujourd'hui. La Nouvelle-Orléans a un climat chaud et humide. Mais le processus consistant à ajuster requérait l'attention la plus aiguë lors de la manœuvre de la balance, et le courant d'air le plus petit pouvait renverser la balance. Pour la même raison, le courant d'air pouvait emporter de la poussière d'argent. Pour ces raisons, les portes et les fenêtres de la Monnaie étaient toujours fermées. Ainsi, l'environnement de travail était toujours très chaud. Les employés utilisaient les réfrigérateurs pour l'eau afin d'obtenir un soulagement de la chaleur et éviter la déshydratation. Mais des conditions de travail des femmes à la Monnaie étaient encore meilleures que les conditions des autres employés féminins américains pendant les dernières années du XIXe siècle.

### Des activités étranges: l'hôtel auXXesiècle, 1909-aujourd'hui

#### Fermeture
Au début du XXe siècle, la Trésorerie des États-Unis avait des hôtels de la Monnaie à la Nouvelle-Orléans, à Denver (Colorado), à San Francisco (Californie), et possédait la Monnaie principale à Philadelphie. Ces hôtels des monnaies étaient trop nombreux pour la demande de production de monnaie. En 1904, le gouvernement des États-Unis a cessé la production du dollar d'argent, qui était le type de la plupart des monnaies produites par la Monnaie de la Nouvelle-Orléans depuis 1879. Ensuite, en 1909 la Trésorerie a cessé l'activité de la Monnaie en refusant les fonds nécessaires à son fonctionnement. En 1911, la Monnaie était démantelée formellement et la machinerie était envoyée à la Monnaie principale de Philadelphie. Cet événement est resté dans le mémoire des citoyens de la Louisiane. Vingt ans après, en 1930, le gouverneur de la Louisiane, Huey Pierce Long, s'est plaint de cette perte pendant sa compagne pour être sénateur des États-Unis. Long a listé la perte de la Monnaie comme la première des plaintes qu'il formulait dans une circulaire contre l'héritage du mandat de Joseph E. Ransdell. Long a gagné l'élection, mais il n'a pas pris ses fonctions avant le terme de son mandat de gouverneur en 1932. À un moment donné, les machines de la Nouvelle-Orléans furent perdues, et à ce jour, elles n'ont pas été localisées.

#### Transformation
Après sa fermeture, l'hôtel de Monnaies était utilisé à beaucoup de fonctions par le gouvernement fédéral. Tout d'abord, il fut converti en bureau d'essai, comme il l'avait été de 1876-79. Puis, en 1932, le bureau d'essai fut fermé et le bâtiment fut converti en une prison fédérale. Il fut utilisé comme prison jusqu'en 1943. Les garde-côtes ont pris le contrôle du bâtiment comme entrepôt, mais en fait le bâtiment fut en fait laissé à l'abandon jusqu'à son transfert à l'État de la Louisiane en 1965. Pendant la « guerre froide », il fut considéré comme le meilleur abri anti-atomique dans la ville. L'État de la Louisiane a convenu de sauver le bâtiment de la démolition à la condition qu'il serait rénové et converti à un autre but d'ici quinze ans.
Entre 1978 et 1980, l'État de la Louisiane fit cela. L'hôtel des monnaies a fonctionné depuis 1981 comme musée consacré à la manufacture des monnaies. D'autres expositions dans le bâtiment sont consacrées à la fête de mardi gras à La Nouvelle-Orléans (maintenant déplacée au bâtiment du Presbytère sur Jackson Square), la musique de jazz (une grande exposition et du matériel qui était autrefois au Musée du Jazz à la Nouvelle-Orléans fut donné au musée par le New Orleans Jazz Club), et les céramiques de Newcomb. Tous ces choses ont contribué au rayonnement international de la ville de la Nouvelle-Orléans. Au deuxième étage, l'Hôtel des Monnaies conserve des archives, des cartes et documents relatifs à la période coloniale française et espagnole. Avec le Cabildo, le presbytère, la maison de 1850, et Madame John's Legacy, il est une des cinq composantes du musée de l'État de la Louisiane dans le Vieux-Carré. L'hôtel est situé à 400, Esplanade Avenue, près de la rive du fleuve Mississippi.

#### Ouragan Katrina et après
Avant l'ouragan Katrina, comme tous les musées de l'État de la Louisiane, la Monnaie était ouverte du mardi au dimanche, de 9 h à 17 h, sauf les jours de fête en Louisiane. Le toit du bâtiment a été endommagé par l'ouragan. L'eau est entrée dans le bâtiment et a endommagé environ trois pour cent de la collection de Jazz de la Nouvelle-Orléans. Plusieurs sections ont été déplacées pour restauration à l’Université d'État de Louisiane, à l’université de Louisiane à Lafayette et aux archives de l'État de la Louisiane. En août 2006 le travail de protection contre les intempéries était terminé et le travail consacré au traitement des moisissures continuait. Le processus de restauration du bâtiment a continué jusqu'en octobre 2007. Le musée fut rouvert le 20 octobre de la même année avec une exposition des monnaies en or et des objets façonnés du musée américain d'histoire naturelle. L'exposition de la machinerie au rez-de-chaussée est rouverte aussi. L'exposition permanente sur le jazz est restée fermée jusqu'en 2009.

## Monnaies produites

### Monnaies d'argent
| Type              | Série             | Année de frappe              | Image | Notes |
| ----------------- | ----------------- | ---------------------------- | ----- | --- |
| Three-cent pieces | Silver three-cent | 1851                         |       | La marque d'atelier « O » est à droite du chiffre romain « III » au revers. Ce fut la seule année où une pièce de trois cents fut frappée par une succursale de la Monnaie. |
| Half dimes        | Seated Liberty    | 1838–42, 1844, 1848–60       |       | Les pièces de 1853 furent frappées en deux variétés : une avec des flèches près de la date et une sans. |
| Dimes             | Seated Liberty    | 1838–43, 1845, 1849–60, 1891 |       | La marque d'atelier est située dans la guirlande. |
| Dimes             | Barber            | 1892–1903, 1905–9            |       | Noter la marque d'atelier au revers en dessous de la guirlande. |
| Quarters          | Seated Liberty    | 1840–4, 1847, 1849–60, 1891  |       | |
| Quarters          | Barber            | 1892–1909                    |       | La plupart des monnaies "Barber" de la Nouvelle-Orléans, ainsi que d'autres monnaies des États-Unis, ont circulé largement, ce qui explique pourquoi cet exemplaire est si usé et ses détails parfois si difficiles à identifier.                                                    |
| Half dollars      | Capped Bust       | 1838–9                       |       | Les deux années où cette monnaie a été frappée à la Nouvelle-Orléans ont marqué la première fois dans l'histoire numismatique des États-Unis où des marques d'atelier apparaissent à l'avers. Après 1840, les marques d'atelier se trouvèrent généralement au revers, jusqu'en 1968. |
| Half dollars      | Seated Liberty    | 1840–61                      |       | |
| Half dollars      | Barber            | 1892–1909                    |       | |
| Dollars           | Seated Liberty    | 1846, 1850, 1859–60          |       | |
| Dollars           | Morgan            | 1878–1904                    |       | Pièce la plus courante produite par la Monnaie de la Nouvelle-Orléans. |

### Monnaies d'or
| Type                   | Série           | Année de frappe                                                | Image                | Notes |
| ---------------------- | --------------- | -------------------------------------------------------------- | -------------------- | --- |
| Dollars                | Liberty Head    | 1849–53                                                        |                      | Les pièces émises en 1849 étaient seulement frappées avec une guirlande ouverte au revers. |
| Dollars                | Indian Princess | 1855                                                           | (no image available) | |
| Quarter eagles ($2.50) | Classic head    | 1839                                                           | (no image available) | |
| Quarter eagles ($2.50) | Liberty head    | 1840, 1842–3, 1845–7, 1850–2, 1854, 1856–7                     |                      | Cet exemplaire montre la marque d'atelier qui fusionne avec l'empennage des flèches en dessous de l'aigle, un détail courant sur des pièces des États-Unis au XIXe siècle.                                                                  |
| Three dollars          | Indian head     | 1854                                                           | (no image available) | Ce fut la seule année pendant laquelle des pièces d'or de trois dollars furent frappées à la Nouvelle-Orléans. |
| Half eagles ($5)       | Liberty head    | 1840–7, 1851, 1854–7, 1892–4                                   |                      | |
| Half eagles ($5)       | Indian head     | 1909                                                           | (no image available) | Le motif est en creux dans le flan. |
| Eagles ($10)           | Liberty head    | 1841–60, 1879–83, 1888, 1892–5, 1897, 1899, 1901, 1903–4, 1906 |                      | La bannière au-dessus de l'aigle avec la devise « In God We Trust » fut ajoutée aux pièces d'or de dix dollars en 1866. 1894 fut l'une des années où furent frappées le plus grand nombre d'« eagles » à la monnaie de la Nouvelle-Orléans. |
| Double eagles ($20)    | Liberty head    | 1850–61, 1879                                                  |                      | La monnaie de dénomination la plus élevée produite par la monnaie des États-Unis. |